# Sudor frío
Sudor frío (Brasil: Calafrios ) é um filme produzido na Argentina e lançado em 2011.